# ピーター・テルソン (初代レンドルシャム男爵)
初代レンドルシャム男爵ピーター・アイザック・テルソン（英語: Peter Isaac Thellusson, 1st Baron Rendlesham、1761年10月13日 – 1808年9月16日）は、イギリスの政治家、アイルランド貴族。銀行家として財を成したのち政界に入り、庶民院議員を務めたが、最初から叙爵を目的としているとされ、1806年に叙爵されたときは多くの政治家から反対された。

## 生涯

### 商人として
ピーター・テルソン（1737年6月27日 – 1797年7月21日）と妻アン（Anne、1805年1月18日没、初代準男爵サー・ラルフ・ウッドフォードの娘）の長男として、1761年10月13日に生まれた。ユグノーの家系であり、父は1762年にロンドンに移住して、同年にイギリスに帰化した。1774年よりハーロー校で教育を受けた。

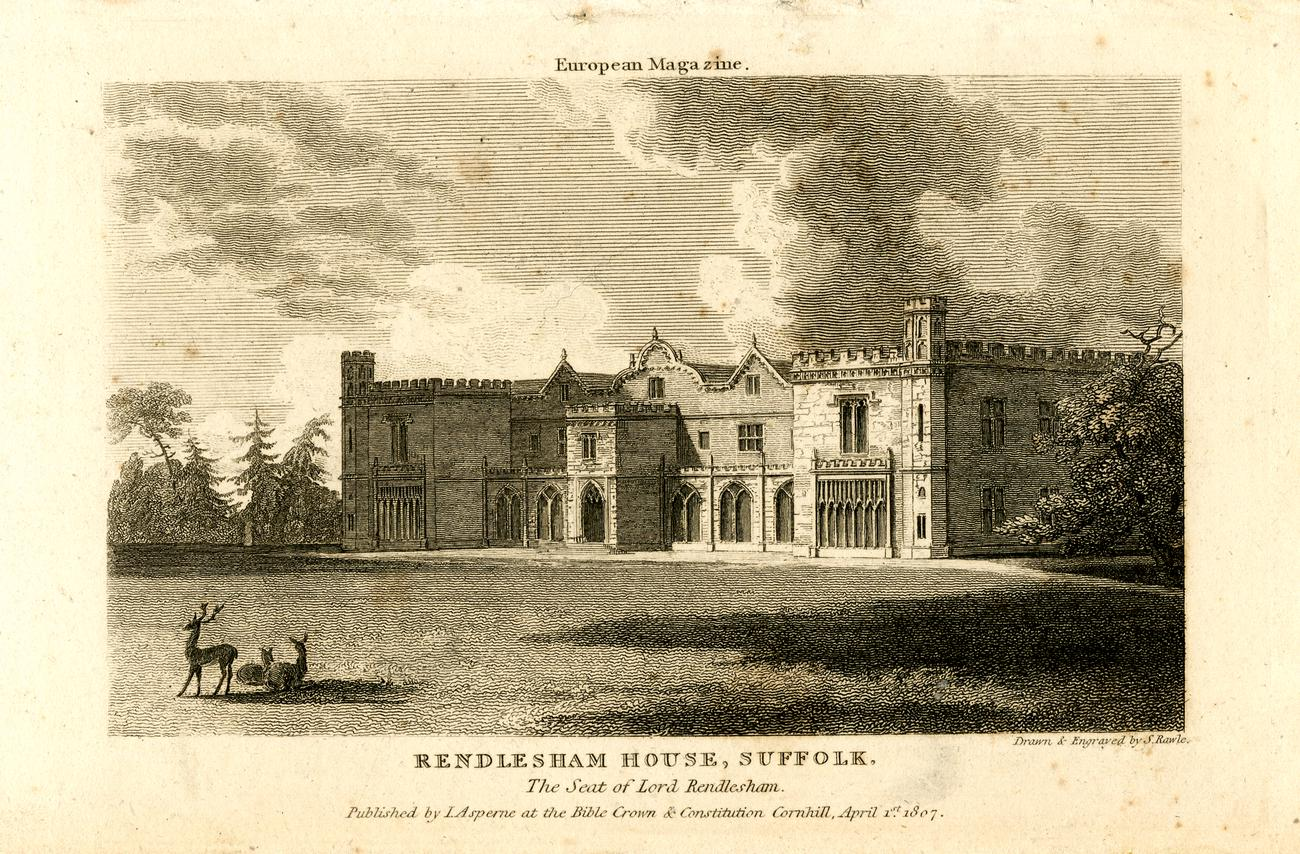
レンドルシャム・ハウス、1807年。

青年期より商人としての道を歩み、1790年には父の引退で弟チャールズ、ジョージ・ウッドフォードとともに父のビジネスを引き継いだ。業務の一環として外国からの送金を一時的に預かることがあったが、送金したフランス人のうち、フランス革命で処刑された人物からの送金で財を成し、1795年には83,000ポンドの利益を上げた。1797年に事務所をロンドンのフィルポット・レーンからリトル・イーストチープに移転した。このほか、1787年から1806年までイングランド銀行理事を務めた。1796年ごろにレンドルシャムの地所を51,400ポンド（2023年時点の£6,383,612と同等）で購入したほか、イギリス東インド会社の株式にも投資した。
1797年に父が死去すると、その遺言状の内容により1798年のテルソン対ウッドフォード裁判がおこった。この遺言状では父の死去時点で存命の子、孫、曽孫が全員死去するまで遺産を信託に預けて積立てるよう定め、期間満了した後に分配するとされた（相続者なしの場合は国債返済に充てるとした）。父の死去時点で存命の曽孫はおらず、遺言状が執行されると遺産が2世代後に分配されることとなる（最終的には1856年に分配）。判決では遺言状が有効とされたが、1800年の議会立法で積立期間が規定されるきっかけとなった。

### 政界入り
1795年1月、エグレモント伯爵が掌握していたミッドハースト選挙区の補欠選挙に出馬して当選した。1796年イギリス総選挙ではエドマンド・ウィルキンス（Edmund Wilkins）が掌握していたマームズベリー選挙区から出馬して再選した。ウィルキンスもエグレモント伯爵と同様、金銭を受け取って第1次小ピット内閣の支持者を当選させた。議会ではサザーク選挙区から出馬して当選した弟ジョージ・ウッドフォードと同じく政府を支持したが、ジョージは選挙申立で当選無効を宣告された。ジョージが多額の選挙資金を費やしていたこともあり、テルソンは政府に対し自身か父への叙爵の確約を求めた。『英国議会史』ではジョージがサザークの再選挙に立候補したことから、政府が曖昧ながら支援を許諾したと推測している。ジョージは再選挙で当選したものの、選挙申立で再び議席を失った。
1802年イギリス総選挙でキャッスル・ライジング選挙区から出馬して当選した。キャッスル・ライジングではチャムリー伯爵が1802年から1812年まで金銭を受け取って、指名された人物を1人当選させる程度の影響力を有した。チャムリー伯爵は王太子ジョージの支持者であり、『英国議会史』は王太子ジョージが即位した後の叙爵を視野に入れての選択であるとした。このほか、オークハンプトン選挙区で弟ジョージ・ウッドフォードとともに出馬したが、112票と117票（それぞれ4位・3位）で落選、選挙申立も失敗に終わった。内閣は1801年にアディントン内閣に変わり、その末期の1804年にはテルソンが小ピットによる政権攻撃に加わり、第2次小ピット内閣が成立した後は内閣を支持した。
1804年に弟ジョージが議席を探しているとき、ジョージ・ムーア（George Moore）からグラムパウンド選挙区での出馬の打診があった。背景として、グラムパウンドは元々エリオット男爵が掌握していたが、1796年の総選挙より影響力を失っており、エリオットの友人であるムーアが新しい後援者を探そうとしたという出来事があった。テルソンは1804年7月にグラムパウンドでの選挙戦に向けた出費を拒否、さらにジョージがトレゴニー選挙区で当選したため、テルソンはグラムパウンドへの興味を失った。

### 叙爵の経緯
1805年7月、テルソンは小ピットに対しアイルランド貴族への叙爵の許諾を実現させるよう求めた。1800年合同法に基づき、新しいアイルランド貴族爵位の創設には既存の爵位が3つ廃絶される必要があり、テルソンはマウントラス伯爵、ベートマン子爵、ロス伯爵が廃絶したため創設できるようになったと主張した。実際にはマウントラス伯爵の従属爵位であるキャッスル・クート男爵に継承者があり、マウントラス伯爵は創設に向けた廃絶爵位にカウントできなかったが、1804年にホームズ男爵位が廃絶されており、創設の根拠は足りていた。小ピットは叙爵に前向きだったが、同年10月時点でカムデン伯爵とカースルレー子爵がためらっており、11月にはバサースト伯爵とスペンサー・パーシヴァルが小ピットに再考を求め、パーシヴァルに至っては叙爵による小ピットへの損害は国内の政敵や敵国が与えることのできる損害よりも大きいと主張した。
叙爵自体は法的根拠の調査により遅れ、11月に調査が完成したものの閣僚の反対で延期された。1806年初には叙爵の特許状が用意されたが、小ピットの死去に伴う挙国人材内閣への政権交代で再び延期された。テルソンは叙爵への心配で半狂乱になり、すでに自身の馬車に貴族を表す小冠を描き加えていたことが世間の笑いものになった。中には「テルソンの爵位は現存するうちで最古のものだ。なぜなら、彼が叙爵前の貴族（a peer before the creation）だからだ」と茶化す人もいた。政界でもシドマス子爵が「常識的な礼儀への蹂躙」、庶民院議長チャールズ・アボットが「アイルランドの貴族とジェントリへの侮辱」と酷評され、小ピットがテルソンから多額の金銭を借りていたという噂が流れるほどだった（この噂は事実ではなかった）。
テルソンは最終的には1806年2月1日にアイルランド貴族であるレンドルシャムのレンドルシャム男爵に叙された。1800年合同法に基づく初のアイルランド貴族叙爵であり、ベートマン子爵、ロス伯爵、ホームズ男爵の廃絶が根拠となった。しかし叙爵以降もLord Rendle-shamのようにsham（「ペテン師」）の部分が強調されたあだ名で呼ばれた。

### 晩年
叙爵以降は挙国人材内閣に反対し、1806年イギリス総選挙で議席を失った。1807年イギリス総選挙ではシーフォード選挙区で落選したが、ボッシニー選挙区では当選して議員に復帰した。2度目の議員期では1807年に成立した第2次ポートランド公爵内閣を支持した。
1808年9月16日、ゴスフィールドでフランス王ルイ18世、第2代チャタム伯爵ジョン・ピットらと狩猟パーティに出かけている最中に落馬して急死、レンドルシャムで埋葬された。息子ジョンが爵位を継承した。
最晩年に「実は金持ちではなかった」とする噂が流れたが、『英国議会史』は遺言状の内容から事実無根であるとし、「子女に40万ポンド（2023年時点の£39,403,893と同等）を残した」とする噂もあったことを取り上げた。

## 家族
1783年6月14日、エリザベス・イリナ・コーンウォール（Elizabeth Eleanor Cornwall、1761年7月24日 – 1809年12月10日、ジョン・コーンウォールの娘）と結婚、8男2女をもうけた。
- ピーター・ヘンリー（1784年4月1日 – 1784年8月9日[15]）
- ジョン（1785年9月12日 – 1832年7月3日） - 第2代レンドルシャム男爵[2]
- フランシス（1790年7月6日 – 1807年7月7日[15]）
- ジョージ（1791年5月24日 – 1813年6月21日） - ビトリアの戦いで戦死[15]
- ヘンリー（1792年7月15日 – 1800年10月6日[15]）
- キャロライン（1793年10月2日 – 1862年10月23日） - チャールズ・ボルトン（Charles Boulton）と結婚[15][16]
- ウィリアム（1798年1月6日 – 1839年9月13日） - 第3代レンドルシャム男爵[2]
- フレデリック（英語版）（1798年1月6日 – 1852年4月6日） - 第4代レンドルシャム男爵[2]
- エドマンド（1799年7月20日 – 1818年3月4日） - 溺死[15]
- アーサー（1801年12月19日 – 1858年6月15日） - 1826年1月3日、キャロライン・アンナ・マリア・ベセル＝コドリントン（Caroline Anna Maria Bethell-Codrington、1798年7月11日 – 1877年6月19日、クリストファー・ベセル＝コドリントン（英語版）の娘）と結婚、子供あり[15][16]